# Pilou Asbæk
Johan Philip "Pilou" Asbæk (* 2. března 1982 Kodaň) je dánský herec. Nejvíce se proslavil rolí mediálního poradce Kaspera Juula v dánském televizním seriálu Vláda, rolí Eurona Greyjoye v americkém seriálu Hra o trůny, rolí Paola Orsiniho v seriálu Borgiové nebo rolí slabošského šlechtice Didricha v dánském historickém seriálu 1864. K jeho největším filmovým příležitostem patřila role ve sci-fi snímku Luca Bessona Lucy. V Dánsku se objevoval často ve filmech Tobiase Lindholma, za roli vězně v jeho snímku R získal v roce 2011 dánskou filmovou cenu Bodil. Od roku 2016 hraje především v hollywoodských produkcích. V roce 2014 byl jedním z moderátorů finálového večera soutěže Eurovision Song Contest. Vystudoval Dánskou akademii múzických umění (Den Danske Scenekunstskole), absolvoval roku 2008. Jeho manželkou je dramatička Anna Broová, která pochází ze známé dánské herecké rodiny, jejím bratrancem je kupříkladu Nicolas Bro, s nímž Pilou hrál v několika projektech (1864, Spies & Glistrup).